# 陳淑芳
陳淑芳（1939年7月2日—），本名陳笑，暱稱國民阿嬤，是出身臺灣新北市瑞芳區九份地區的演員。其演藝生涯開始於約1957年，演出於許多電視劇與電影之中。國立臺灣藝術專科學校肄業，師承於臺灣廣播劇先驅崔小萍等。
2020年，他以於電影短片《日後，回家路》中的演出獲頒2020年屏東電影節最佳演員獎，同年又分別以電影《孤味》和《親愛的房客》之演出獲頒第57屆金馬獎最佳女主角及最佳女配角等獎項，事業生涯首次入圍金馬獎即得獎，也是首位在金馬獎同屆獲頒最佳女主角及最佳女配角等獎項的演員，成為史上最年長金馬女主角與金馬女配角入圍者暨得獎者。2021年，他又以電影《孤味》之演出獲頒第2屆台灣影評人協會獎最佳女演員獎項。2025年，第62屆金馬獎頒獎典禮將頒發終身成就獎給陳淑芳。

## 生平略述

### 姓名與藝名
因爲她的祖父首次辦理戶口登記時忘記原先爲她所取的名字，在承辦人員詢問祖父得知她當時「很愛哭」後，便爲她取名為「陳笑」。後來，在演藝生涯開始時，因出演悲劇電影《誰的罪惡》，認為「陳笑」此名不適合（出現在該部悲劇電影的演員名單之中）於是，便以電影女主角的名字「賢『淑』」與出生地名「瑞『芳』」取藝名作「淑芳」。

### 早年生活
她父親是九份四番坑的礦坑承包商之一，因此幼年家境富裕。當時，她曾學習舞蹈，並跟隨父母四處旅行。
1946年前後，她在參加教會所舉辦的聖誕節活動後，開始對演戲產生興趣。後來，她先後就讀於臺灣省立蘭陽女子中學及國立臺灣藝術專科學校。她在就讀於國立臺灣藝術專科學校第二年開始演出於舞台作品，不久後又開始於電影作品演出。父親突然過世後，她輟學並憑著大量演藝工作撐起家中經濟。
1980年，陳淑芳到紐西蘭參加國際花友會，認識澳洲華僑梁篤敬，同年3月在台北地方法院公證結婚，並隨他赴澳洲同住，3年後，對方打電話告訴她，他要到泰國另組家庭，之後便完全斷了聯絡，2009年陳淑芳訴請離婚。

### 演藝生涯
她長年演出於許多電影（以臺語電影及台灣新電影等為代表種類）及電視劇（尤其是鄉土劇）作品。

## 演出作品

### 電視劇
| 首播 | 頻道             | 劇名                                             | 角色                   |
| 1970 | 台視             | 《碧雲秋夢》                                     | 六夫人                 |
| 1970 | 台視             | 《請問芳名》                                     | 曾勝宏(余天飾演)的母親 |
| 1971 | 台視             | 《西北雨》                                       | 吳春綢                 |
|      | 台視             | 《中國民間故事》我的丈夫是公雞                   | 彭祖母                 |
| 1995 | 台視             | 《櫻花情》                                       | 林母                   |
| 1995 | 台視             | 《查某頭家》                                     | 錢嫂                   |
|      | 台視             | 金獎劇場－《蒲公英的季節》                       | 賴銀花 （林光喜母親）  |
|      | 台視             | 金獎劇場－《留情》                               | 張母                   |
| 1998 | 台視             | 《布袋和尚》第一單元：變臉                       | 吳母                   |
| 1998 | 台視             | 《布袋和尚》第六單元：二度梅                     | 陳夫人                 |
| 2001 | 台視             | 《台灣夜百合》孝子老公                           | 郭碧雲                 |
| 2008 | 台視             | 《天上聖母媽祖》                                 | 黃林秋月               |
| 2018 | 台視             | 《種菜女神》                                     | 阿嬤                   |
| 1972 | 華視             | 《鳳山虎》                                       | 尤秀琴                 |
| 1973 | 華視             | 《赤崁樓之戀》                                   | 黃迎春                 |
| 1973 | 華視             | 《六姊妹》                                       | 陳靜琦                 |
| 1978 | 華視             | 《理髮小姐》                                     | 林母                   |
| 1979 | 華視             | 《千金譜》                                       | 海婆婆                 |
| 1982 | 華視             | 《秋蟬》                                         | 林雪子                 |
| 1983 | 華視             | 《風雅劇集紅樓夢》                               | 王夫人                 |
| 1983 | 華視             | 《霧夜燈塔》                                     | 林母                   |
| 1983 | 華視             | 《江南遊龍》太上忘情                             | 霍母                   |
| 1984 | 華視             | 《華視劇展》少女十七歲                           | 淑梅                   |
| 1985 | 華視             | 《當時明月在》                                   | 杜老師                 |
| 1985 | 華視             | 《藍與黑》                                       | 園長                   |
| 1986 | 華視             | 《開張大吉》                                     | 素月                   |
| 1986 | 華視             | 《新西螺七劍》                                   | 三水嬸                 |
| 1986 | 華視             | 《白衣大士》                                     | 王后                   |
| 1986 | 華視             | 《碧海青天夜夜心》                               | 羅湘琳                 |
| 1987 | 華視             | 《新孟麗君》                                     | 尹太君                 |
| 1987 | 華視             | 《故鄉的榕樹下》                                 | 阿金                   |
| 1988 | 華視             | 《浪子的心聲》                                   | 招治                   |
| 1989 | 華視             | 《追妻三人行》                                   | 吳王喜鵲               |
| 1989 | 華視             | 《愛你入骨》                                     | 何招治                 |
| 1990 | 華視             | 《白牡丹》                                       | 陳麗珠                 |
| 1990 | 華視             | 《六個夢之婉君》                                 | 余媽                   |
| 1990 | 華視             | 《追妻三人行大運》                               | 福來嬸                 |
| 1990 | 華視             | 《幾度春風幾度霜》                               | 陳媽                   |
|      | 華視             | 《華視劇展》小市民的天空系列：秀月的嫁粧         | 楊母                   |
| 1990 | 華視             | 《華視劇展》小市民的天空系列：母親               | 吳阿善                 |
|      | 華視             | 《華視劇展》小市民的天空系列：他們之間－台北之音 | 吳母                   |
| 1991 | 華視             | 《金交椅》                                       | 朱氏                   |
| 1991 | 華視             | 《難忘鳳凰橋》                                   | 邱姑媽                 |
| 1991 | 華視             | 《阿滿》                                         | 曾洪玉鑾               |
| 1991 | 華視             | 《罔市的一生》                                   | 罔市母                 |
| 1991 | 華視             | 《韓湘子》                                       | 金嫂                   |
| 1991 | 華視             | 《草地狀元》                                     | 蕭洪阿蕊               |
| 1991 | 華視             | 《忠義八犬傳》                                   | 天鳳母                 |
| 1992 | 華視             | 《表妹吉祥》                                     | 江母                   |
| 1993 | 華視             | 《包青天》報恩亭                                 | 宋妻田氏               |
| 1994 | 華視             | 《人生一大事》                                   | 阿菊                   |
| 1994 | 華視             | 《甜蜜家族》                                     |                        |
| 1994 | 華視             | 《歡喜樓》                                       | 郝母                   |
| 1995 | 華視             | 《醒世媳婦》                                     | 張母                   |
|      | 華視             | 《華視劇展》曉萍同志                             | 莊母                   |
| 1996 | 華視             | 《再愛我一次》                                   | 李陳淑                 |
| 1996 | 華視             | 《驚世新娘》                                     | 林陳春惜               |
|      | 華視             | 《華視劇展》醒                                   | 邱逢惜                 |
| 2005 | 華視             | 《生命的太陽》                                   | 阿珠嬤                 |
| 2005 | 華視             | 《舊情綿綿》                                     | 陳秋華                 |
| 2006 | 華視             | 《水色嘉南》（2009年首播）                       | 平埔族人尪姨           |
| 2007 | 華視             | 《夢醒他鄉是故鄉》                               | 吳阿娥                 |
| 2015 | 華視             | 《一代新兵之八極少年》                           | 林許珠                 |
| 2016 | 華視             | 《火車情人》                                     | 程玉蘭                 |
| 2019 | 華視             | 《鬥陣來鬧熱》                                   | 桂香阿嬤               |
| 2024 | 華視             | 《勇氣家族》                                     | 秀雲阿嬤               |
| 1994 | 中視             | 《火中蓮》                                       | 林母                   |
| 1994 | 中視             | 《夢醒時分》                                     | 陳玉                   |
| 1995 | 中視             | 《媽祖拜觀音》鴛鴦淚                             | 王母                   |
| 1996 | 中視             | 《天公疼好人》                                   | 蔡劉春枝               |
| 2011 | 中視             | 《我和我的兄弟·恩》                              | 阿青嬤                 |
| 1998 | 民視             | 《舉頭三尺有神明》借人還魂                       | 林母                   |
| 1998 | 民視             | 台灣作家劇場 - 不歸路                            | 李母                   |
| 1998 | 民視             | 台灣作家劇場 - 天馬茶房                          | 林江邁                 |
| 1998 | 民視             | 《春天後母心》                                   | 李陳笑                 |
| 1999 | 民視             | 《狀元親家》                                     | 邱滿足                 |
| 1999 | 民視             | 《富貴在天》                                     | 吳罔市                 |
| 2000 | 民視             | 《大腳阿媽》                                     | 高母                   |
| 2000 | 民視             | 《長男的媳婦》                                   | 劉千金                 |
| 2000 | 民視             | 《無你較快活》                                   | 楊母（素華）           |
| 2000 | 民視             | 《將心比心》                                     | 阿雀姨                 |
| 2000 | 民視             | 《親戚不計較》（EP259登場）                      | 林母                   |
| 2001 | 民視             | 《飛龍在天》                                     | 李母                   |
| 2001 | 民視             | 《金枝玉葉》                                     | 林母(余氏)             |
| 2006 | 民視             | 《八仙傳奇》曹國舅（1998年拍攝）                 | 曹母                   |
| 2006 | 民視             | 《關鍵時刻》偷心計畫（EP191）                    | 林母                   |
| 2006 | 民視             | 《黑貓大旅社》                                   | 李罔市                 |
| 2017 | 民視             | 《幸福來了》                                     | 高林菊枝               |
| 2019 | 民視             | 《多情城市》（EP3登場）                          | 劉黃秀盆               |
| 2000 | 三立台灣台       | 《伴阮過一生》                                   | 陳阿惜                 |
| 2004 | 三立台灣台       | 《台灣龍捲風》                                   | 黃郭阿滿               |
| 2006 | 三立台灣台       | 《戲說台灣》無頭轎洗奇冤                         | 金花嬸                 |
| 2008 | 三立台灣台       | 《真情滿天下》                                   | 曾寶珠                 |
| 2010 | 三立台灣台       | 《天下父母心》（EP270登場）                      | 甄秀珠                 |
| 2012 | 三立台灣台       | 《天下女人心》                                   | 陳林玥                 |
| 2013 | 三立台灣台       | 《戲說台灣》諸羅文財神 第一單元：賭婆出大運      | 郭淑滿                 |
| 2016 | 三立台灣台       | 《紫色大稻埕》                                   | 陳梅娘                 |
| 2022 | 三立台灣台       | 《一家團圓》                                     | 蔡秀寶                 |
| 1999 | 大愛電視台       | 《失落的名字》                                   | 吳粟                   |
| 2002 | 大愛電視台       | 《賣油阿成》                                     | 楊母                   |
| 2002 | 大愛電視台       | 《新芽》                                         | 范阿花                 |
| 2002 | 大愛電視台       | 《聞風而來》                                     | 曾清發之母             |
| 2002 | 大愛電視台       | 《軍官與面具》                                   | 老大姊- 宋金緣         |
| 2002 | 大愛電視台       | 《錦貴》                                         | 吳王錦貴               |
| 2003 | 大愛電視台       | 《望海》                                         | 李王錦                 |
| 2003 | 大愛電視台       | 《四重奏》                                       | 青草嬤                 |
| 2003 | 大愛電視台       | 《智慧花開》                                     | 林招弟                 |
| 2003 | 大愛電視台       | 《美麗的歌》                                     | 楊明德之母             |
| 2004 | 大愛電視台       | 《富裕人生》（EP7登場）                          | 李里師姐               |
| 2006 | 大愛電視台       | 《我在 因為你的愛》                              | 鄭阿嬤                 |
| 2007 | 大愛電視台       | 《愛的約定》                                     | 陳母                   |
| 2008 | 大愛電視台       | 《矽谷阿嬤》                                     | 阿姑                   |
| 2010 | 大愛電視台       | 《情義月光》                                     | 王淑梅                 |
| 2010 | 大愛電視台       | 《清秀家人》                                     | 林母                   |
| 2011 | 大愛電視台       | 《戀戀情深》                                     | 藍媽媽                 |
| 2011 | 大愛電視台       | 《醜醜好菓子》                                   | 林月英師姐             |
| 2011 | 大愛電視台       | 《愛的迴旋曲》                                   | 惠美師姐               |
| 2011 | 大愛電視台       | 《無悔的愛》                                     | 周白金                 |
| 2011 | 大愛電視台       | 《歲月的籤詩》                                   | 林陳葉                 |
| 2012 | 大愛電視台       | 《日照大地》                                     | 吳美慧 (老年時）       |
| 2012 | 大愛電視台       | 《幸福尋寶站》                                   | 王阿淑                 |
| 2012 | 大愛電視台       | 《博士阿嬤》                                     | 吳美慧                 |
| 2012 | 大愛電視台       | 《家有五寶》                                     | 楊慧珠                 |
| 2012 | 大愛電視台       | 《愛的微光》                                     | 洪陳寶                 |
| 2012 | 大愛電視台       | 《警察先生》                                     | 李節子                 |
| 2012 | 大愛電視台       | 《微笑星光》                                     | 家汶的阿嬤             |
| 2014 | 大愛電視台       | 《情牽萬里》                                     | 吳阿梅                 |
| 2014 | 大愛電視台       | 《光合一加一》                                   | 慈濟師姐- 靜施媽咪     |
| 2015 | 大愛電視台       | 《秋涼的家庭事件簿》                             | 素琴師姐               |
| 2015 | 大愛電視台       | 《月娘》                                         | 石撿                   |
| 2015 | 大愛電視台       | 《望你早歸》                                     | 白好                   |
| 2016 | 大愛電視台       | 《蘇足》                                         | 蘇林鳳                 |
| 2017 | 大愛電視台       | 《車站人生》                                     | 陳阿嬤                 |
| 2017 | 大愛電視台       | 《生命桃花源》                                   | 龐奶奶                 |
| 2017 | 大愛電視台       | 《若是來恆春》                                   | 黃恆池                 |
| 2018 | 大愛電視台       | 《曾經 我們一起12歲》                            | 蔡姨嬤                 |
| 2018 | 大愛電視台       | 《在愛之外》                                     | 廖文鸝                 |
| 2019 | 大愛電視台       | 《程哥懺悔路》                                   | 阿媽                   |
| 2019 | 大愛電視台       | 《愛的路上我和你》                               | 媽媽桑                 |
| 2020 | 大愛電視台       | 《大林學校》                                     | 阿金媽                 |
| 2020 | 大愛電視台       | 《伊如陽光》                                     | 外婆                   |
| 2021 | 大愛電視台       | 《姊姊向前衝》                                   | 吳金治                 |
| 2022 | 大愛電視台       | 《先生娘》                                       | 慈濟感恩戶阿嬤         |
| 2022 | 大愛電視台       | 《隨風 隨緣》                                    | 乞丐婆                 |
| 2022 | 大愛電視台       | 《你好，我是誰？》                               | 陳月琴                 |
| 2022 | 大愛電視台       | 《天下第一招》                                   | 李芳子                 |
| 2025 | 大愛電視台       | 《臥龍好歲月》                                   |                        |
| 2002 | 公視             | 人生劇展《開枝散葉》                             | 春枝                   |
| 2016 | 公視             | 學生劇展《紅月亮》                               | 王洪桂芳               |
| 2016 | 公視             | 學生劇展《蜜桃熟成戀愛》                         | 巫秀桃                 |
| 2017 | 公視             | 學生劇展《紅包》                                 | 劉招金                 |
| 2017 | 公視             | 學生劇展《一個家庭的事》                         | 吳阿嬤                 |
| 2018 | 公視             | 人生劇展《登台》                                 | 阿霞                   |
| 2019 | 公視             | 新創電影《疑霧公堂》                             | 林戴氏                 |
| 2019 | 公視             | 迷你劇集《魂囚西門》                             | 沈母                   |
| 2019 | 公視             | 人生劇展《閻王瞎趴》                             | 嬸婆                   |
| 2006 | 東森             | 《麻辣一家親》                                   | 江五妹                 |
| 2015 |                  | 《PMAM之慾望俱樂部》                             | 阿婆                   |
| 2008 | 大陸劇           | 《富貴在天》                                     | 高母                   |
| 2010 | 大陸劇           | 《天涯赤子心》                                   | 高雪娥                 |
| 2011 | 大陸劇           | 《團圓》                                         | 吳祥珠                 |
| 2012 | 大陸劇           | 《望海的女人》                                   | 林黃氏                 |
| 2012 | 大陸劇           | 《我的媽媽是天使》                               | 曾意秋                 |
| 2013 | 大陸劇           | 《吉人自有天相》                                 | 老夫人                 |
| 2021 | HBO Asia         | 《亞洲怪談2：送煞》                              | 慧慈母親               |
| 2025 | 華視、公視台語台 | 《拜六禮拜》                                     | 阿蕊姨                 |

### 電影
| 年份 | 片名                         | 角色           | 導演         |
| 1957 | 《誰的罪惡》                 | 媽媽           | 李泉溪       |
| 1959 | 《結婚五年後》               |                | 蔡萬枝       |
| 1959 | 《無情夜快車》               |                | 梁哲夫       |
| 1959 | 《愛的勝利》                 |                | 林火明       |
| 1960 | 《劉伯溫》                   |                |              |
| 1962 | 《母淚滴滴紅》               |                |              |
| 1962 | 《阿丁大鬧歌舞團》           |                |              |
| 1963 | 《歹命子》                   |                |              |
| 1963 | 《春到人間》                 |                |              |
| 1964 | 《我為你心酸》               |                | 梁哲夫       |
| 1971 | 《獨霸天下》                 |                | 郭南宏       |
| 1973 | 《煙雨斜陽》                 |                |              |
| 1974 | 《愛的奇蹟》                 |                | 金聖恩       |
| 1974 | 《潮州虎女》                 | 江妻           | 李溯         |
| 1974 | 《中國怪談》                 |                |              |
| 1975 | 《門裡門外》                 |                |              |
| 1976 | 《少林寺十八銅人》           |                | 郭南宏       |
| 1976 | 《火燒少林寺》               |                |              |
| 1976 | 《夏日假期玫瑰花》           |                |              |
| 1976 | 《甘聯珠》                   |                |              |
| 1977 | 《八大門派》                 |                |              |
| 1977 | 《旋風十八騎》               |                |              |
| 1978 | 《真白蛇傳》                 |                |              |
| 1978 | 《荷葉蓮花藕》               | 柳母           | 王時政       |
| 1979 | 《絕招六式》                 |                |              |
| 1979 | 《勝利者》                   |                |              |
| 1980 | 《新月傳奇》                 |                |              |
| 1980 | 《媽祖顯勝》                 |                |              |
| 1980 | 《冬梅》                     | 王夫人         |              |
| 1980 | 《情網》                     | 柳母           |              |
| 1983 | 《風櫃來的人》               | 阿清之母       | 侯孝賢       |
| 1984 | 《殺夫》                     | 阿罔官         | 曾壯祥       |
| 1984 | 《小爸爸的天空》             |                | 陳坤厚       |
| 1984 | 《青蘋果》                   |                |              |
| 1985 | 《結婚》                     |                | 陳坤厚       |
| 1985 | 《校園檔案》                 |                | 林清介       |
| 1985 | 《在室女》                   |                | 邱銘誠       |
| 1985 | 《台北神話》                 |                |              |
| 1985 | 《青梅竹馬》                 | 梅小姐         | 楊德昌       |
| 1985 | 《童年往事》                 |                | 侯孝賢       |
| 1985 | 《慈悲的滋味》               |                | 蔡揚名       |
| 1986 | 《泥巴中的少年》             |                | 謝燈標       |
| 1986 | 《戀戀風塵》                 | 江素雲之母     | 侯孝賢       |
| 1987 | 《上班女郎》                 |                | 蕭堯         |
| 1987 | 《股市大拼盤》               |                |              |
| 1987 | 《我的志願》                 |                |              |
| 1987 | 《午夜過後》                 |                |              |
| 1987 | 《尼羅河女兒》               |                | 侯孝賢       |
| 1987 | 《桂花巷》                   |                | 陳坤厚       |
| 1987 | 《校園青春樂》               |                | 林清介       |
| 1988 | 《轟天雙雄》                 |                | 張志勇       |
| 1988 | 《陰間響馬吹鼓吹》           | 阿桃母- 水成嫂 | 何平、李道明 |
| 1988 | 《媽媽再愛我一次》           | 林國榮之母     | 陳朱煌       |
| 1988 | 《英雄與狗熊》               |                | 林清介       |
| 1988 | 《隔壁班的男生》             |                | 林清介       |
| 1988 | 《校樹青青》                 |                | 蔡揚名       |
| 1989 | 《海口人》                   |                | 徐玉龍       |
| 1989 | 《悲情城市》                 | 大嫂- 美黛     | 侯孝賢       |
| 1989 | 《童黨萬歲 》                |                | 余為彥       |
| 1989 | 《企業流氓 》                |                | 張智超       |
| 1990 | 《阿嬰》                     |                | 邱剛健       |
| 1990 | 《我的兒子是天才》           | 張愛英         | 楊立國       |
| 1990 | 《美國博仔》                 | 陳博文的阿嬤   | 柳松柏       |
| 1991 | 《那根所有權》               | 銀花           | 張智超       |
| 1991 | 《禁海蒼狼 》                |                | 張智超       |
|      | 《豔客臨門》                 | 李芬子         | 馮家偉       |
| 1992 | 《櫻花劫》                   | 媽媽桑         | 馮家偉       |
| 1993 | 《寡婦的男人》               | 林淑芳         | 馮家偉       |
| 1994 | 《多桑》                     | 林素蓮         | 吳念真       |
| 1996 | 《春花夢露》                 | 祖母           | 林正盛       |
| 1997 | 《美麗在唱歌》               | 芬母           | 林正盛       |
| 1999 | 《天馬茶房》                 | 阿邁- 林江邁   | 林正盛       |
| 2012 | 《不倒翁的奇幻旅程》         |                | 林福清       |
| 2012 | 《龍飛鳳舞》                 | 美子           | 王育麟       |
| 2012 | 《陣頭》                     | 阿信的阿嬤     | 馮凱         |
| 2015 | 《角頭》                     | 阿雄的阿嬤     | 李運傑       |
| 2016 | 《五星級魚女》               | 淑敏阿嬤       | 林孝謙       |
| 2016 | 《黑白》                     | 育幼院院長     | 游堅煜       |
| 2017 | 《目擊者》                   | 鄰居           | 程偉豪       |
| 2019 | 《野雀之詩》                 | 曾祖母         | 施立         |
| 2019 | 《罪形》                     | 媽媽           | 黃嘉俊       |
| 2020 | 《孤味》                     | 林秀英         | 許承傑       |
| 2020 | 《親愛的房客》               | 周秀玉         | 鄭有傑       |
| 2021 | 《轉彎之後》                 | 農村婆婆       | 黃千殷       |
| 2021 | 《期末考》                   | 阿嬤           | 郭珍弟       |
| 2022 | 《我吃了那男孩一整年的早餐》 | 陶宥全的奶奶   | 杜政哲       |
| 2022 | 《徘徊年代》                 | 忠銘母         | 張騰元       |
| 2023 | 《詐團圓》                   | 莊黃淑美       | 葉天倫       |
| 2024 | 《愛情城事－我是一隻蛇》     |                | 許承傑       |

### 微電影/短片
| 年份 | 片名                     | 角色   | 導演   | 備註                                   |
| 2016 | 《費洛蒙》（Liquid Love）           |        | 莊之維 |                                        |
| 2017 | 《美麗的願望》           |        | 杜榮峰 | 公益電影                               |
| 2017 | 《阿水》（Sequin）             |        | 楊雅集 |                                        |
| 2017 | 《孤味》（Guo Mie）             | 秀英   | 許承傑 | 短片                                   |
| 2018 | 《賣夢老人》（The Guardian Angel Under the Bridge）         | 阿嬤   | 鄭翔鴻 |                                        |
| 2020 | 《媽媽知道》             |        | 吳羽翔 | 新光銀行短片                           |
| 2020 | 《日後，回家路》         | 羅月米 | 羅越   | 短片                                   |
| 2021 | 《時光機》               | 秋姨   | 莊淮媗 | 微電影（入圍兩項2022倫敦時尚影片大獎） |
| 2021 | 《勞動萬歲》             | 陳淑芳 |        | 五一勞動節形象影片                     |
| 2021 | 《著迷》                 | 女演員 |        | 第58屆金馬獎開場大片                   |
| 2021 | 《收養是進步的一種選擇》 | 媽媽   | 盧建彰 | 兒童福利聯盟                           |
| 2022 | 《偶遇》                 | 陳淑芳 | 阮鳳儀 | 第24屆台北電影節形象廣告               |
| 2023 | 《一起看電影》           |        | 程偉豪 | 「金馬60」形象影片                     |
| 2024 | 《紅包》Red Envelop      |        | 徐千淳 |                                        |

### 電視歌仔戲
| 年份 | 頻道 | 劇名                           | 角色     |
| 1983 | 華視 | 葉青歌仔戲《長青柳》           | 介母     |
| 1984 | 華視 | 葉青歌仔戲《孟麗君》           | 景氏     |
| 1984 | 華視 | 葉青歌仔戲《斷腸紅》           | 安人     |
| 1985 | 華視 | 葉青歌仔戲《周公與桃花女》     | 錢母     |
| 1985 | 華視 | 葉青歌仔戲《描金扇》           | 江母     |
| 1986 | 華視 | 葉青歌仔戲《七俠五義》         | 于母     |
| 1987 | 華視 | 李如麟歌仔戲《仙侶奇緣》       | 王母娘娘 |
| 1991 | 華視 | 葉青歌仔戲《秋江煙雲》         | 韓素貞   |
| 1995 | 華視 | 葉青歌仔戲《皇甫少華與孟麗君》 | 景氏     |

### 配音
- 2014年《桃蛙源記》：阿嬤[9]
- 2020年《夜車》，獲得第57屆金馬獎最佳動畫短片[10]。
- 2024年《窗邊的小荳荳》：黑柳徹子
- 2025年《螳螂》

### 音樂錄影帶
- 2016年 魏如昀《秋鄉》
- 2020年 楊仁沛《是你 是你》
- 2020年 艾怡良《愛比死更寂寞》
- 2020年 法蘭《在夢裏》
- 2020年 陳淑芳《孤味》
- 2021年 紫君《媽媽的牽教》
- 2021年 魏如萱《奶奶》
- 2024年 周興哲《永不結束的情人節》
- 2025年陳儀瑾《有你陪伴》[11]

## 出版書籍
- 2023年 《戲如妳：陳淑芳的孤味人生》

## 獎項紀錄
| 年份 | 頒獎典禮                   | 獎項             | 入圍                         | 角色             | 結果 |
| ---- | -------------------------- | ---------------- | ---------------------------- | ---------------- | ---- |
| 1999 | 第34屆 金鐘獎              | 女配角獎         | 《春天後母心》               | 李陳笑           | 提名 |
| 2000 | 第35屆 金鐘獎              | 女主角獎         | 大愛劇場《失落的名字》       | 吳粟             | 提名 |
| 2002 | 第37屆 金鐘獎              | 單元劇女主角獎   | 人生劇展《開枝散葉》         | 春枝             | 提名 |
| 2002 | 第37屆 金鐘獎              | 連續劇女配角獎   | 大愛劇場《賣油阿成》         | 楊志成之母       | 提名 |
| 2003 | 第38屆 金鐘獎              | 連續劇女配角獎   | 大愛劇場《望海》             | 李王錦           | 提名 |
| 2017 | 第22屆亞洲影視大獎         | 電視電影女配角獎 | 愛情捷運系列《五星級魚干女》 | 淑敏             | 提名 |
| 2019 | 第21屆 台北電影獎          | 最佳女配角獎     | 《野雀之詩》                 | 含笑姨           | 提名 |
| 2020 | 2020CKFF全球基督教國度影展 | 最佳女演員       | 《日後，回家路》             | 羅月米           | 提名 |
| 2020 | 第22屆 台北電影獎          | 最佳女配角獎     | 《親愛的房客》               | 周秀玉           | 提名 |
| 2020 | 2020年 屏東電影節          | 最佳演員獎       | 《日後，回家路》             | 羅月米           | 獲獎 |
| 2020 | 第57屆金馬獎               | 最佳女主角獎     | 《孤味》                     | 林秀英           | 獲獎 |
| 2020 | 第57屆金馬獎               | 最佳女配角獎     | 《親愛的房客》               | 周秀玉           | 獲獎 |
| 2020 | 第57屆金馬獎               | 最佳電影原創歌曲 | 《孤味》（演唱）             | 《孤味》（演唱） | 提名 |
| 2021 | 第2屆台灣影評人協會獎      | 最佳女演員       | 《孤味》                     | 林秀英           | 獲獎 |
| 2021 | 第2屆台灣影評人協會獎      | 最佳女演員       | 《親愛的房客》               | 周秀玉           | 提名 |
| 2021 | 第12屆青年電影手冊年度盛典 | 年度女演員       | 《孤味》                     | 林秀英           | 提名 |
| 2021 | 第12屆青年電影手冊年度盛典 | 年度女演員       | 《親愛的房客》               | 周秀玉           | 提名 |
| 2021 | 第12屆青年電影手冊年度盛典 | 年度傑出表演獎   | 《孤味》&《親愛的房客》      | 林秀英 & 周秀玉  | 獲獎 |
| 2021 | 第15屆亞洲電影大獎         | 最佳女主角       | 《孤味》                     | 林秀英           | 提名 |
| 2025 | 第62屆金馬獎               | 終身成就獎       | 不適用                       | 不適用           | 獲獎 |

## 外部連結
- 陳淑芳的Facebook專頁
- 陳淑芳的Instagram帳戶
- 陳淑芳在香港影庫上的簡介
- 陳淑芳在台灣電影網上的資料（繁體中文）